# Spotless-Verlag
Der Spotless-Verlag (eng. fleckenlos) ist ein Verlag, der im September 1991 gegründet wurde. Das erste Buch erschien 1991. Seit 2008 gehört der Spotless-Verlag zur Edition Ost der Eulenspiegel Verlagsgruppe.
Der Spotless-Verlag versammelt überwiegend Autoren aus der DDR, die nach der Deutschen Wiedervereinigung ins Abseits gerieten, darunter Günter Görlich, Eberhard Panitz, Harry Thürk, Gerhard Holtz-Baumert, Erich Köhler und Walter Flegel. Klaus Huhn war Hauptautor und bis Ende 2006 Hauptverantwortlicher im Sinne des Pressegesetzes.
Laut dem DDR-Forscher Karl Wilhelm Fricke hat sich der Verlag dem Geschichtsrevisionismus verschrieben. Netzwerke ehemaliger Stasimitarbeiter und ihrer ehemaligen IMs verfolgten dort eine planmäßige Strategie der geschichtsklitternden Publikationspolitik.